# Thundufushi
Thundufushi ou Thudufushi (île de la pointe, en maldivien) est une petite île inhabitée et un motu des Maldives dans l'océan Indien, en Asie du Sud, devenue une des îles-hôtel de luxe des Maldives depuis 1990.

## Géographie
Le motu Thundufushi de 46 hectares (une des 1 199 îles des 26 atolls de l'archipel des Maldives) est situé dans le centre des Maldives, à environ 100 km de la capitale Malé (à 30 min de vol en hydravion de l’aéroport international de Malé), à l'ouest de l'atoll Ari, dans la subdivision de Alif Dhaal. 

## Île-hôtel

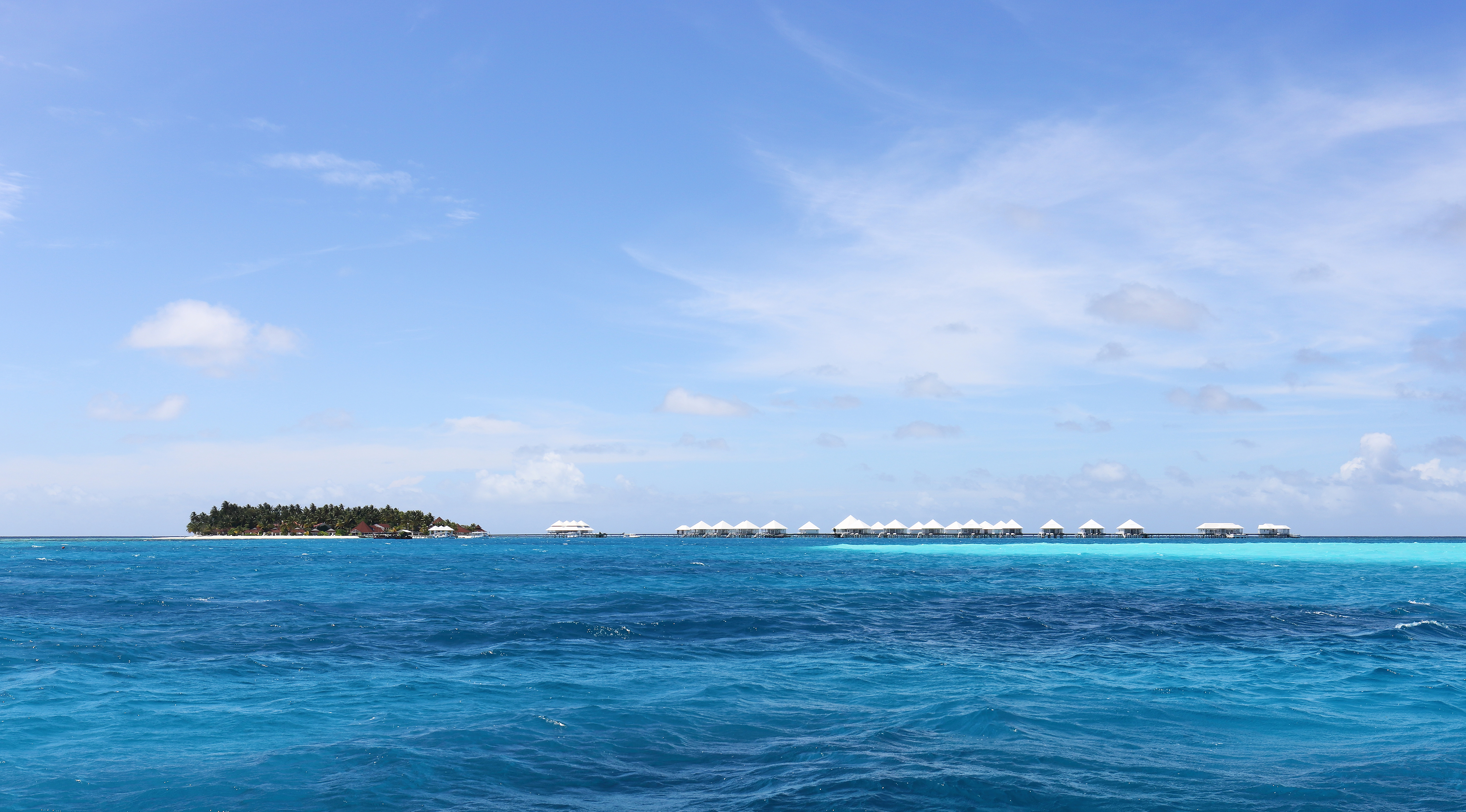
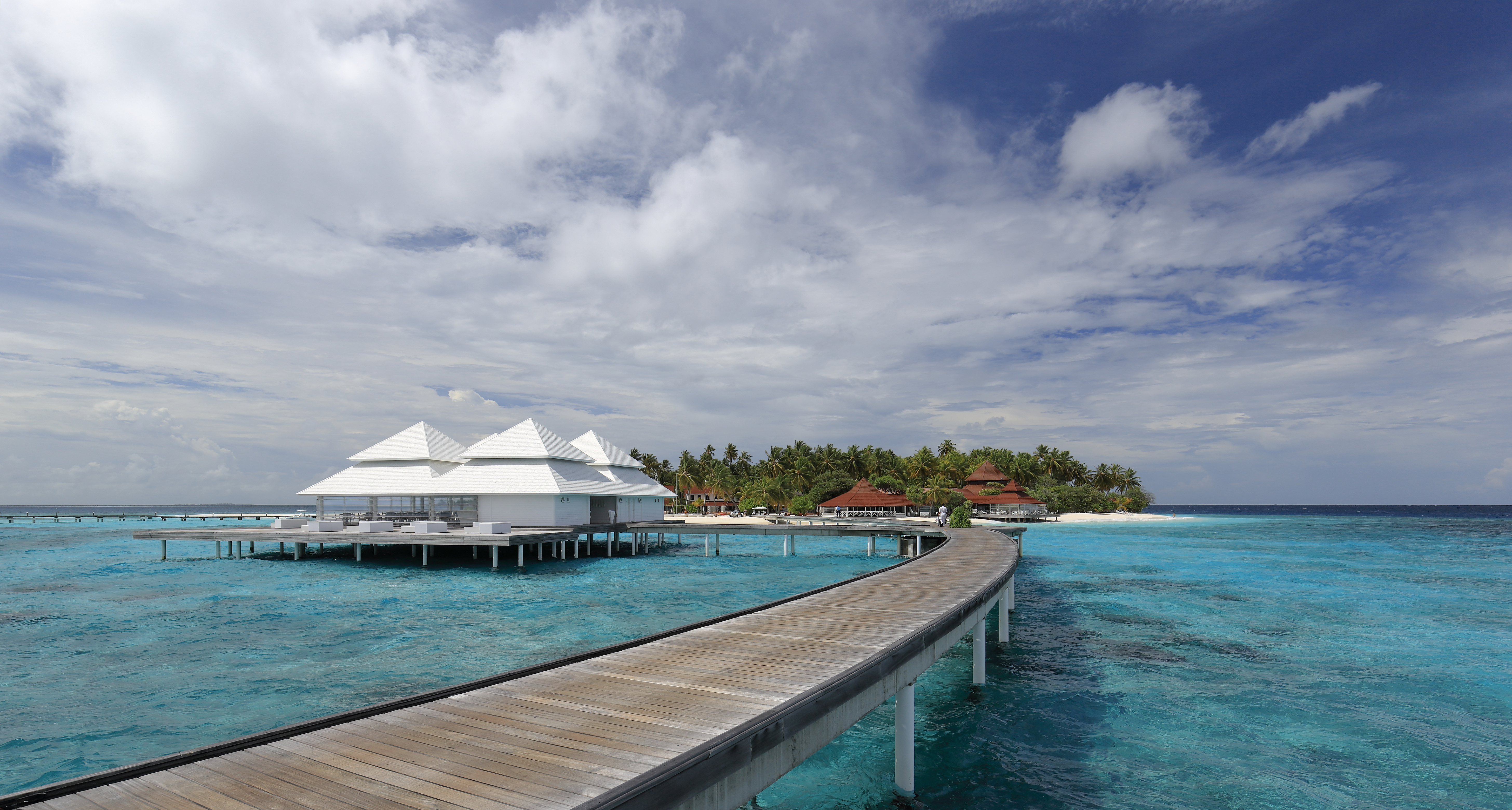
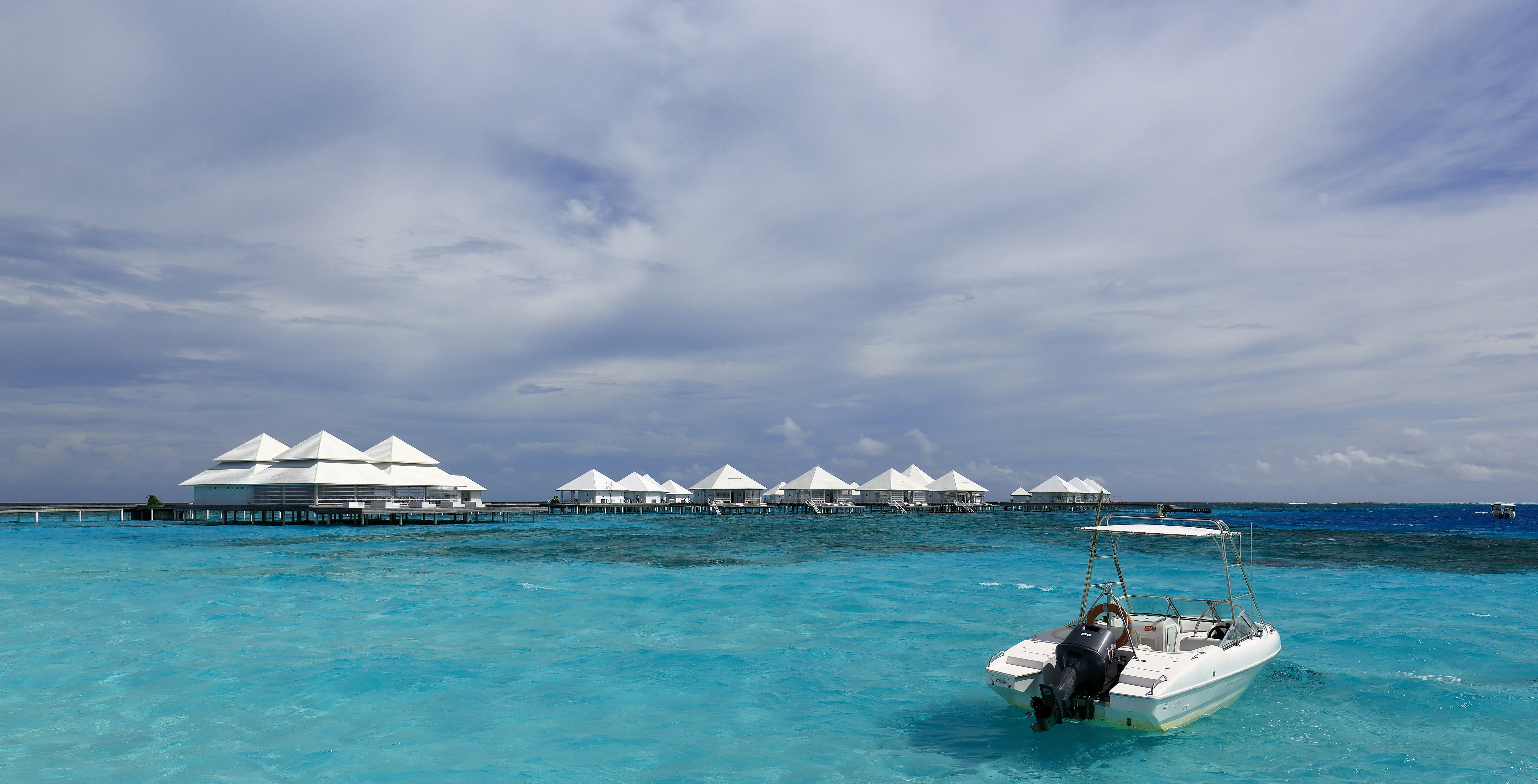

Cette île inhabitée est devenue depuis 1990 une des îles-hôtel de luxe et un des hauts lieux de plongée sous-marine aux Maldives, avec le Diamonds Thudufushi Beach and Water Villas, du groupe hôtelier américain Diamond Resorts (en), avec les nombreux bungalows de plage et bungalows lacustres du lagon de ce récif corallien,.

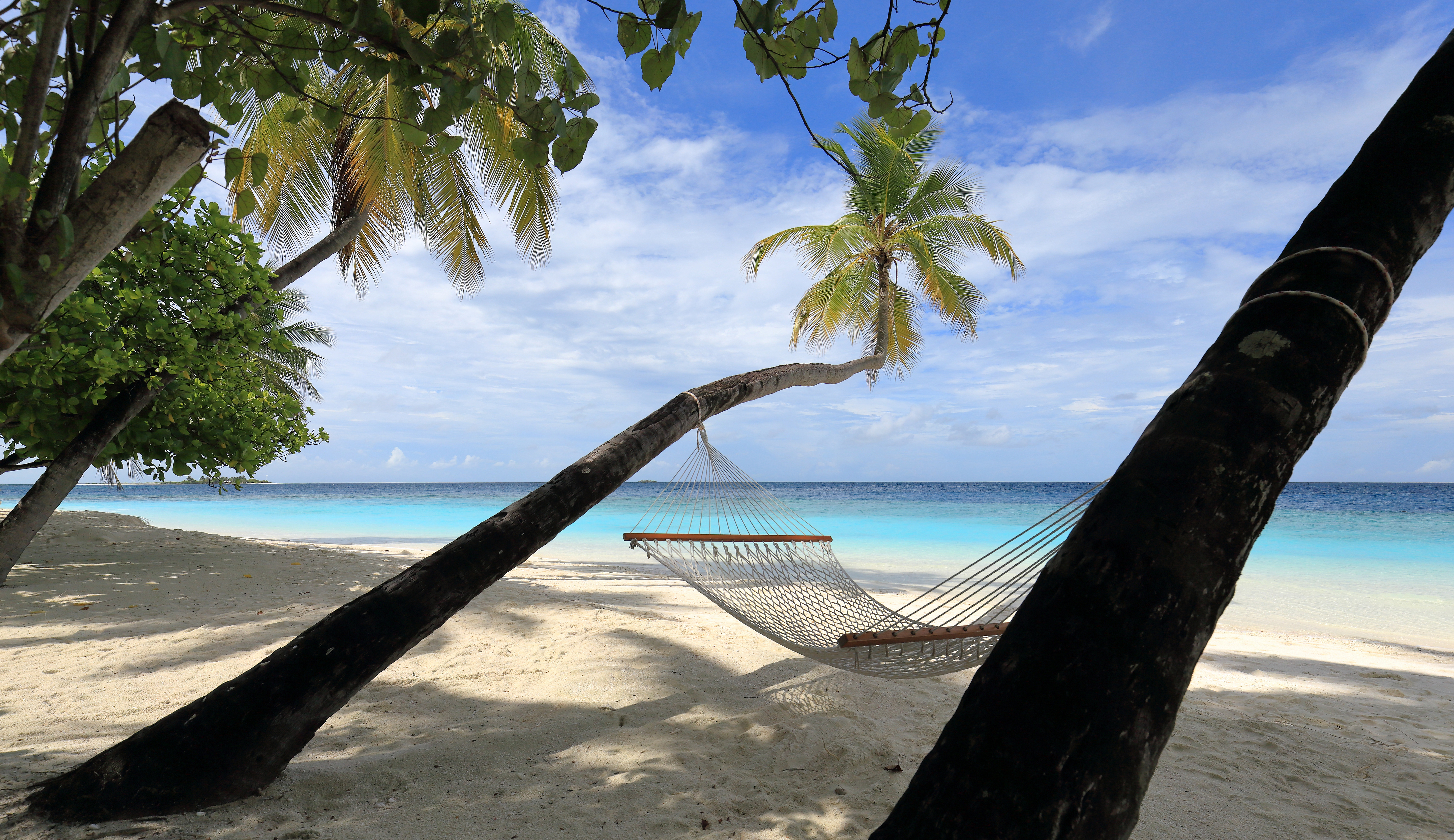
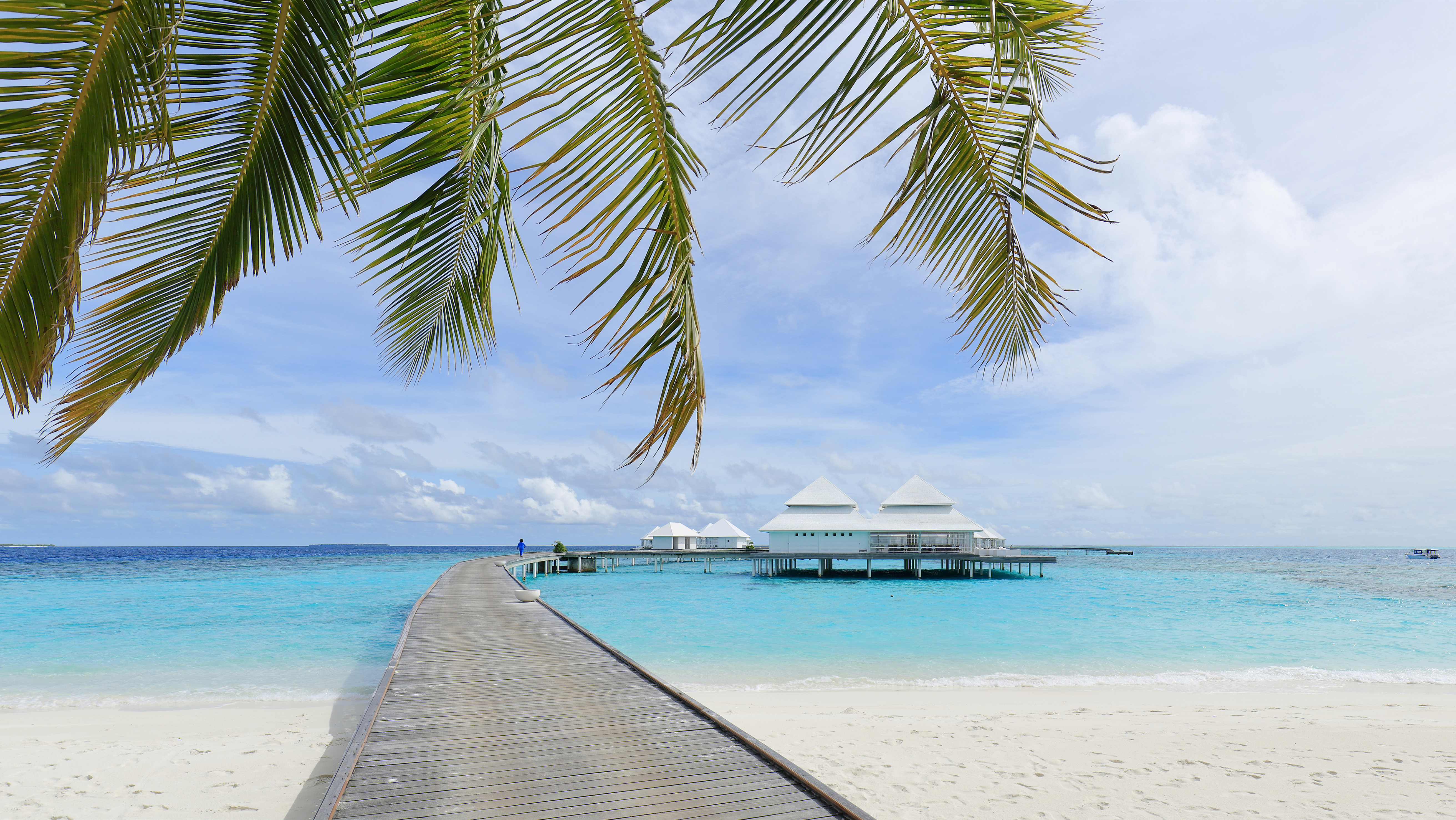
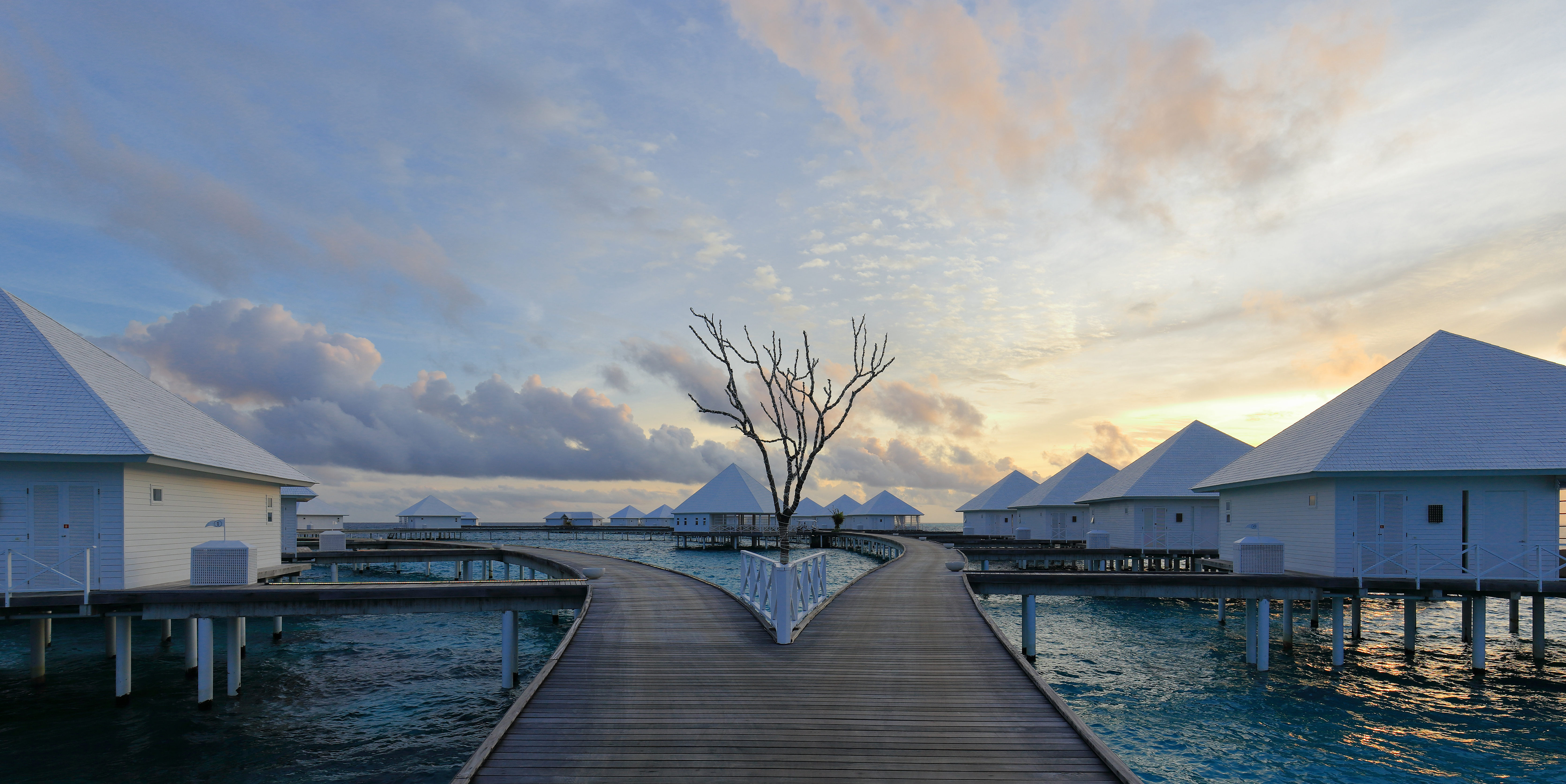